# Zmarli w roku 1953
Lista osób zmarłych w 1953:

## styczeń 1953
- 1 stycznia – Ludomir Różycki, polski kompozytor (ur. 1883)
- 10 stycznia – Władysław Studnicki, publicysta i polityk orientacji proniemieckiej (ur. 1867)
- 11 stycznia – Zoltán Meszlényi, węgierski biskup katolicki, męczennik, błogosławiony (ur. 1892)
- 23 stycznia – Kazimierz Żorawski, polski matematyk, przedstawiciel krakowskiej szkoły matematycznej (ur. 1866)

## luty 1953
- 2 lutego – Richard Frankfurter, niemiecki prawnik, dziennikarz i polityk (ur. 1873)
- 4 lutego:
  - Antonio Conte, włoski szablista (ur. 1867)
  - Aleksandr Dyduszkin, rosyjski pułkownik, kolaborant, emigracyjny działacz kombatancki (ur. 1881)
- 5 lutego – Iuliu Maniu, rumuński polityk, premier Królestwa Rumunii (ur. 1873)
- 6 lutego:
  - Joseph Finger, amerykański architekt pochodzenia austro-żydowskiego (ur. 1887)
  - Edgar Norton, brytyjsko-amerykański aktor (ur. 1868)
  - Mieczysław Oborski, polski żołnierz (ur. 1900)
- 7 lutego:
  - Alexis Bartet, francuski inżynier górnik (ur. 1880)
  - Stanisław Bielski, polski pułkownik, oficer wywiadu wojskowego (ur. 1897)
- 13 lutego – Lew Mechlis, radziecki działacz państwowy i partyjny (ur. 1899)
- 16 lutego – Franciszek Hodur, organizator i pierwszy biskup Polskiego Narodowego Kościoła Katolickiego (ur. 1866)
- 24 lutego – gen. August Emil Fieldorf, ps. „Nil” – zamordowany w więzieniu mokotowskim (ur. 1895)

## marzec 1953
- 5 marca:
  - Siergiej Prokofjew, rosyjski kompozytor (ur. 1891)
  - Józef Stalin, radziecki polityk, przywódca ZSRR (ur. 1878)
- 13 marca – Jan Stanisław Jankowski, delegat Rządu na Kraj w latach 1943–1945, skazany w moskiewskim „procesie szesnastu” (ur. 1882)
- 14 marca – Klement Gottwald, czechosłowacki polityk, działacz komunistyczny, prezydent Czechosłowacji (ur. 1896)
- 15 marca – Antonín Chráska, czeski teolog protestancki, autor przekładu Biblii na język słoweński (ur. 1868)
- 21 marca – Franciszek Bujak, polski historyk dziejów gospodarczych i społecznych (ur. 1875)
- 23 marca – Oskar Luts, estoński pisarz (ur. 1887)

## kwiecień 1953
- 1 kwietnia – Halfdan Hansen, norweski żeglarz, medalista olimpijski (ur. 1883)
- 9 kwietnia – Stanisław Wojciechowski, polski polityk, prezydent Polski (ur. 1869)
- 12 kwietnia – Lionel Logue, brytyjski logopeda (ur. 1880)
- 20 kwietnia – Dmitrij Sosnowski, rosyjski botanik (ur. 1886)
- 22 kwietnia – Jan Czochralski, polski chemik, metaloznawca, wynalazca metody otrzymywania monokryształów (ur. 1885)

## maj 1953
- 2 maja – Michał Kucharczak, polski polityk, działacz PSL „Piast”, poseł na Sejm Ustawodawczy (II RP) (ur. 1871)
- 4 maja – Alexandre Pharamond, francuski rugbysta, medalista olimpijski (ur. 1876)
- 8 maja – Józef Rybak, polski generał (ur. 1882)
- 16 maja – Django Reinhardt, belgijski gitarzysta pochodzenia cygańskiego (ur. 1910)
- 21 maja – Ernst Zermelo, niemiecki matematyk (ur. 1871)
- 24 maja – Ludomił Pułaski, polski ziemianin, polityk, senator RP (ur. 1871)

## czerwiec 1953
- 1 czerwca:
  - Alex James, szkocki piłkarz (ur. 1901)
  - Karl Vilhelm Zetterstéen, szwedzki profesor orientalistyki, językoznawca i tłumacz (ur. 1866)
- 8 czerwca – Stefan Sándor, węgierski salezjanin, męczennik, błogosławiony katolicki (ur. 1914)
- 9 czerwca – Michał Asanka-Japołł, polski literat, publicysta i pedagog (ur. 1885)
- 10 czerwca – Grzegorz Fitelberg, polski dyrygent, kompozytor i skrzypek (ur. 1879)
- 21 czerwca – Przemysław Podgórski, polski działacz niepodległościowy, inżynier (ur. 1879)

## lipiec 1953
- 4 lipca – Stepan Baran, ukraiński adwokat, dziennikarz, polityk, poseł na Sejm RP (ur. 1879)
- 5 lipca:
  - Wacław Grabowski, polski dowódca ostatniego oddziału niepodległościowego działającego na północnym Mazowszu (ur. 1916)
  - Titta Ruffo, włoski śpiewak operowy (baryton) (ur. 1877)
  - Andreas Suttner, austriacki szablista (ur. 1876)
- 6 lipca – Annie Kenney, brytyjska sufrażystka (ur. 1879)
- 8 lipca – Stanisław Scheuring, major piechoty Wojska Polskiego, kawaler Virtuti Militari, sędzia (ur. 1894)
- 12 lipca – Joseph Jongen, belgijski kompozytor, organista i pedagog (ur. 1873)
- 29 lipca – Jan Wantuła, polski ślusarz hutniczy, pomolog, pisarz ludowy i bibliofil (ur. 1877)
- 31 lipca – Kornel Makuszyński, powieściopisarz polski (ur. 1884)

## sierpień 1953
- 9 sierpnia – Auguste Giroux, francuski rugbysta, medalista olimpijski (ur. 1874)
- 26 sierpnia – Heikki Klemetti, fiński kompozytor i dyrygent (ur. 1876)
- 29 sierpnia – Zygmunt Sokołowski, polski pułkownik (ur. 1908)
- 3 września:
  - Rudolf Matz, polski konstruktor lotniczy, szybownik (ur. 1903)
  - Ernst Ruge, niemiecki lekarz, polityk (ur. 1878)

## wrzesień 1953
- 15 września:
  - Erich Mendelsohn, niemiecki architekt modernistyczny (ur. 1887)
  - Stanisław Szelągowski, polski lekarz, taternik, alpinista, turysta, działacz Polskiego Towarzystwa Tatrzańskiego (ur. 1884)
- 23 września – Ernest Mamboury, szwajcarski historyk sztuki, bizantynolog (ur. 1878)

## październik 1953
- 1 października – Luis Alberto Riart, paragwajski prawnik, polityk, prezydent Paragwaju (ur. 1880)
- 14 października – Émile Sarrade, francuski rugbysta, medalista olimpijski (ur. 1877)
- 23 października – Maurice Lugeon, szwajcarski geolog, twórca teorii płaszczowinowej budowy Alp i Tatr (ur. 1870)

## listopad 1953
- 2 listopada – Lester Horton, amerykański choreograf, tancerz i nauczyciel (ur. 1906)
- 9 listopada – Dylan Thomas, walijski poeta (ur. 1914)
- 10 listopada – Alphonse Wright, belgijski piłkarz (ur. 1887)
- 11 listopada:
  - Irena Hessen-Darmstadt, księżniczka Hesji i Renu, księżna pruska (ur. 1866)
  - Otton Laskowski, polski major, historyk wojskowości (ur. 1892)
  - Tomasz Szymański, polski notariusz, sędzia, polityk, senator RP (ur. 1865)
- 20 listopada – Józef Niećko, polski działacz ruchu ludowego, polityk, publicysta (ur. 1891)
- 27 listopada – Eugene O’Neill, amerykański dramaturg, laureat Nagrody Nobla (ur. 1888)

## grudzień 1953
- 2 grudnia – Jan Sokołowski, polski malarz, taternik (ur. 1904)
- 6 grudnia – Konstanty Ildefons Gałczyński, polski poeta (ur. 1905)
- 10 grudnia – Lucyna Messal, polska aktorka, śpiewaczka operetkowa (ur. 1886)
- 19 grudnia – Robert Millikan, amerykański fizyk, noblista; ustalił ładunek elementarny elektronu (ur. 1868)
- 20 grudnia – King O’Malley, australijski polityk (ur. 1858)
- 23 grudnia – Ławrientij Beria, radziecki działacz komunistyczny (ur. 1899)
- 27 grudnia – Julian Tuwim, polski literat (ur. 1894)
- 31 grudnia – Marcin Nadobnik, polski statystyk, wykładowca akademicki (ur. 1883)